# Emicho
Emicho ist ein deutscher männlicher Vorname im Mittelalter.

## Namenstag
30. Oktober – katholisch – Emicho, dritter Abt des Benediktinerklosters  Mallersdorf

## Namensträger
- Eine Anzahl von Mitgliedern des Grafengeschlechts der Emichonen und der Leininger
- Emicho (Kreuzfahrer), deutscher Adliger, Kreuzfahrer und Anführer des Judenpogroms von Mainz im Jahr 1096
- Emicho (Württemberg), Bruder des Grafen Ludwig I. von Württemberg
- Emicho Wildgraf von Kyrburg (Emicho von Wittelsbach; † 1311), von 1283 bis 1311 Bischof von Freising